# Wałdowice
Wałdowice [vau̯dɔˈvit͡sɛ] (deutsch Waldowstrenk) ist ein Dorf in der Gmina Lubniewice, in der polnischen Woiwodschaft Lebus. Es liegt 9 km nordwestlich von Lubniewice (Königswalde), 16 km nördlich von Sulęcin und 17 km südlich von Gorzów Wielkopolski.

## Geschichte
Bis zum 30. September 1928 gehörte Waldowstrenk zum Gutsbezirk Reitzenstein, dieser wurde schließlich aufgelöst und Waldowstrenk eine eigenständige Landgemeinde im Landkreis Oststernberg. Nach dem Ende des Zweiten Weltkrieges kam der Ort zu Polen, wurde nach Lubniewice eingemeindet und in Wałdowice umbenannt. Von 1978 bis 1998 gehörte Wałdowice zur Woiwodschaft Gorzów.